# إيك باتيستا
إيك باتيستا (بالبرتغالية: Eike Batista‏) (ولد 3 نوفمبر 1956) هو رجل أعمال برازيلي وأحد أقطاب صناعة النفط والتعدين والتنقيب عن النفط والغاز. حاليا هو رئيس التكتل البرازيلي الشهير مجموعة أي بي اكس (EBX). وفقا لمجلة فوربس في مارس 2012، امتلك باتيستا حوالي 30 مليار دولار وبهذا كان يعتبر أغنى أغنياء البرازيل وسابع أغنى أغنياء العالم؛ ولكن في يوليو 2013، قدرت ثروته بحوالي 200 مليون، وبذلك يمثل إيك ثاني أكبر خسارة لثروة في التاريخ بعد اليابانى ماسايوشى سن، وأكبر خسارة لثروة في التاريخ كنسبة مئوية -99%-, أعلن بعد الخسارة المفجعة لثروته عن ندمه لإدراج شركاته في البورصة وعدم الاعتماد عن مصادر التمويل المباشر.